# Prasinocyma angiana
Prasinocyma angiana är en fjärilsart som beskrevs av James John Joicey och Talbot 1917. Prasinocyma angiana ingår i släktet Prasinocyma och familjen mätare. Inga underarter finns listade i Catalogue of Life.